# Alveopora tizardi
Espèce
Statut de conservation UICN

 LC  : Préoccupation mineure
Statut CITES
Alveopora tizardi est une espèce de coraux appartenant à la famille des Poritidae selon ITIS ou la famille Acroporidae selon WoRMS.